# Glenea bryanti
Glenea bryanti är en skalbaggsart som beskrevs av Stefan von Breuning 1958. Glenea bryanti ingår i släktet Glenea och familjen långhorningar. Inga underarter finns listade i Catalogue of Life.